# Grete Berges
Grete Berges (Hamburgo, 3 de mayo de 1895-Estocolmo, 9 de enero de 1957) fue una escritora, traductora y agente literaria alemana.

## Biografía y vida profesional
Grete Berges era la hija mayor de un contable,  Nathan Berges. Primero estudió en una escuela secundaria exclusiva para chicas, y posteriormente en la escuela comercial Grone. Tras graduarse, trabajó como corresponsal para empresas de Hamburgo que se dedicaban a la importación y a la exportación. En este trabajo ya mostraba buenos conocimientos, tanto de lengua alemana,como de otros idiomas. De 1915 a 1918 trabajó como secretaria personal en la editorial Richard Hermes Verlag. Los primeros artículos periodísticos que escribió no se publicaron. Cuando consiguió publicar, lo hizo en el Hamburger Theatre-Zeitung y en el Hamburger Fremdblatt. Berges escribió una obra en prosa titulada Grand with Veer, que se representó en abril de 1926 en el teatro  Ernst-Drucker-Theatre. 
Grete Berges dio conferencias en Hamburgo y Altona y trabajó para Nordische Rundfunk AG  (NORAG), un programa de radio, desde 1928 hasta 1933. Escribió un libro juvenil llamado Liselott dicta la paz, que fue publicado en 1932 por la editorial Union Deutsche Verlagsgesellschaft y que se imprimió varias veces más poco después de su lanzamiento. Grete Berges recibió buenas críticas por su libro, que estaba ambientado en Eppendorf, y cuyo personaje principal es Liselott, una niña que lleva pantalones y que, junto con otras niñas, logra desafiar la injusticia y el poder del sexo opuesto. Berges también presentó su libro en la radio y,  al ver que tenía tan buena crítica, se planteó hacer una secuela. Sin embargo, la toma de poder del Partido Nacionalista Obrero Alemán truncó este plan, ya que su jefe la despidió en 1933 por su origen judío. 
En otoño de 1936 Berges emigró de Hamburgo a Copenhague. Como allí no tenía permiso de trabajo y dependía de apoyo financiero externo, trató de marcharse a los EE. UU sin éxito. Berges conoció a Selma Lagerlöf en Copenhague, que le dio todo su apoyo y la defendió a pesar de las circunstancias del momento. Incluso la ayudó a viajar a Estocolmo en el verano de 1937. En Estocolmo conoció a Walter A. Berendsohn, con quien mantuvo una estrecha amistad, y a quien más tarde mencionó en un diario de Hamburgo. Durante su estancia en Suecia, empezó traduciendo libros escandinavos que fueron publicados por Europa Verlag y posteriormente trabajó como agente literaria. Fue considerada una de las mediadoras culturales más importantes de Escandinavia, pero a pesar de su éxito, tuvo problemas económicos hasta el final de su vida.
Berges regresó una vez a Hamburgo. En julio de 1953 escribió el artículo Wiedersehen mit Hamburg (Regreso a Hamburgo) en el Hamburger Abendblatt, en el que afirmaba que le era imposible regresar permanentemente a Alemania.
Grete Berges tuvo una hija, que también emigró a Suecia.

## Aportaciones en la radio
- 1928: La hora del cuento de hadas de Funkheinzelmann: cómo el príncipe Freimund encontró la alegría - Director: Hans Freundt (transmisión y adaptación de la obra en la radio) - NORAG)

## Obras
- Wilfried Weinke: Berges, Grete. En: Franklin Kopitzsch, Dirk Brietzke (Ed.): Hamburgische Biographie. Volumen 4. Wallstein, Göttingen 2008, ISBN 978-3-8353-0229-7, págs. 46-47.

- Jasmin Centner: Das Nachleben des Exils. Die Rückkehr der Kinderbuchautorin Grete Berges (El más allá del exilio. El regreso de la autora de libros infantiles Grete Berges). En:Hamburger Schlüsseldokumente zur deutsch-jüdischen Geschichte (Documentos clave de Hamburgo sobre la historia judía alemana), 22 de diciembre de 2020, https://dx.doi.org/10.23691/jgo:article-264.de.v1